# Route 40 (Alberta)
 (janvier 2025).
Si vous disposez d'ouvrages ou d'articles de référence ou si vous connaissez des sites web de qualité traitant du thème abordé ici, merci de compléter l'article en donnant les références utiles à sa vérifiabilité et en les liant à la section « Notes et références ».
La Route 40 est une route sud / nord située dans l'ouest de l'Alberta. Elle est aussi nommée Bighorn Highway et Kananaskis Trail dans le pays de Kananaskis. La route est constituée de quatre sections segmentées entre Coleman dans la municipalité de Crowsnest Pass et Grande Prairie.

## Description du tracé
Le segment le plus au sud est une route de gravier qui parcourt 3,9 km (2,4 mi) dans la municipalité de Crowsnest Pass, où elle devient ensuite la route 734 (Forestry Trunk Road) jusqu'à la route 541. Ensemble, les deux routes ont une longueur combinée de 102 km (63 mi).
Le deuxième segment de la route 40 se nomme la Kananaskis Trail, laquelle est une route asphaltée parcourant de pays de Kananaskis sur 104 km (65 mi) depuis la route 541, passant par le Col Highwood, dans le Parc provincial Peter Lougheed et dans le Parc provincial de Spray Valley. La route traverse Kananaskis Village avant de prendre fin à l'intersection avec la route 1 (Route transcanadienne).
Le troisième segment de la route est en gravier et fait partie de la Forestry Trunk Road. Ce segment relie la route 1A à la route 579 sur 46 km (29 mi). À la fin du segment, la route se poursuit comme route 734 (Forestry Trunk Road) sur environ 293 km (182 mi) dans la Réserve forestière des Rocheuses. L'intention est qu'un jour, l'entièreté de la route soit pavée et continue. Il n'existe actuellement pas de lien direct indiqué entre les segments de la Kananaskis Trail et de la Forestry Trunk Road; cependant, les segments sont reliés en utilisant la route 1, la route 1X et la route 1A entre Seebe et Ghost Lake.
Le quatrième et dernier segment de la route 40 parcourt 434 km (270 mi) et relie la rivière Lovett dans le Comté de Yellowhead à la ville de Grande Prairie. Le segment de 61 km (38 mi) au sud de Cadomin est en gravier alors que le reste de la route est pavé. La route partage un multiplex de 2 km (1,2 mi) avec la route 16 (route Yellowhead), avant de continuer vers le nord et de passer par le hameau de Grande Cache en direction de Grande Prairie.

## Intersections majeures
| Municipalité rurale / spécialisée                        | Ville                      | km       | Destinations                                                          | Notes                                   |
| -------------------------------------------------------- | -------------------------- | -------- | --------------------------------------------------------------------- | --------------------------------------- |
| Crowsnest Pass                                           | Coleman                    | 0,00     | AB-3 (Route Crowsnest) – Lethbridge, Fort Macleod, Fernie             |                                         |
| Limite Crowsnest Pass–M.D. Ranchland No 66               |                            | 3,80     | Forestry Trunk Road                                                   |                                         |
| Tronçon manquant de 101 km (63 mi)                       |                            |          |                                                                       |                                         |
| I.D. Kananaskis                                          |                            | 105,00   | Forestry Trunk Road                                                   |                                         |
| I.D. Kananaskis                                          | AB-541 est – Longview      | 105,00   | Terminus ouest de l'AB-541                                            |                                         |
| I.D. Kananaskis                                          |                            | 142,00   | Col Highwood – 2 206 m (7 238 pi)                                     | Col Highwood – 2 206 m (7 238 pi)       |
| I.D. Kananaskis                                          |                            | 201,00   | AB-68 est (Sibbald Creek Trail)                                       | Terminus ouest de l'AB-68               |
| Stoney 142, 143, 144                                     |                            | 209,00   | AB-1 (Route transcanadienne) – Canmore, Banff, Calgary                | Échangeur; sortie 118 de l'AB-1         |
| Tronçon manquant de 45 km (28 mi)                        |                            |          |                                                                       |                                         |
|                                                          |                            | 254,00   | AB-1A (Bow Valley Trail) – Canmore, Cochrane, Calgary                 |                                         |
| M.D. Bighorn No 8                                        |                            | 300,00   | AB-579 est – Water Valley, Cremona                                    | Terminus ouest de l'AB-579              |
| M.D. Bighorn No 8                                        | Forestry Trunk Road        | 300,00   |                                                                       |                                         |
| Tronçon manquant de 45 km (28 mi)                        |                            |          |                                                                       |                                         |
| Comté de Yellowhead                                      |                            | 593,00   | AB-734 sud (Forestry Trunk Road)                                      | Terminus sud de la Big Horn Highway     |
| Comté de Yellowhead                                      | Traverse la rivière Lovett | 593,00   |                                                                       |                                         |
| Comté de Yellowhead                                      |                            | 626,00   | AB-47 nord – Robb, Edson                                              | Terminus sud de l'AB-47                 |
| Comté de Yellowhead                                      |                            | 635,00   | Traverse la rivière McLeod                                            | Traverse la rivière McLeod              |
| Comté de Yellowhead                                      |                            | 678,00   | Traverse la rivière Gregg                                             | Traverse la rivière Gregg               |
| Comté de Yellowhead                                      | Hinton                     | 701,00   | AB-16 (Route Yellowhead) est – Edmonton                               | Terminus sud du multiplex avec l'AB-16  |
| Comté de Yellowhead                                      |                            | 703,00   | AB-16 (Route Yellowhead) ouest – Jasper                               | Terminus nord du multiplex avec l'AB-16 |
| Comté de Yellowhead                                      |                            | 708,00   | Traverse la rivière Athabasca                                         | Traverse la rivière Athabasca           |
| M.D. Greenview No 16                                     | Muskeg River               | 810,00   | AB-734 nord (Forestry Trunk Road)                                     |                                         |
| M.D. Greenview No 16                                     |                            | 846,00   | Traverse la rivière Smoky                                             | Traverse la rivière Smoky               |
| M.D. Greenview No 16                                     |                            | 1 007,00 | Township Road 700 – Grovedale                                         | Carrefour giratoire                     |
| M.D. Greenview No 16                                     |                            | 1 016,00 | AB-666 ouest – Grovedale                                              | Terminus est de l'AB-666; échangeur     |
| Limite M.D. Greenview No 16–Comté de Grande Prairie No 1 |                            | 1 017,00 | Traverse la rivière Wapiti                                            | Traverse la rivière Wapiti              |
| Comté de Grande Prairie No 1                             |                            | 1 021,00 | AB-668 est (37 Avenue)                                                | Terminus ouest de l'AB-668              |
| Ville de Grande Prairie                                  | Ville de Grande Prairie    | 1 027,00 | 100 Avenue / 108 Street vers AB-43 – Aéroport, Dawson Creek, Edmonton |                                         |
| - Terminus de multiplex                                  |                            |          |                                                                       |                                         |

## Galerie

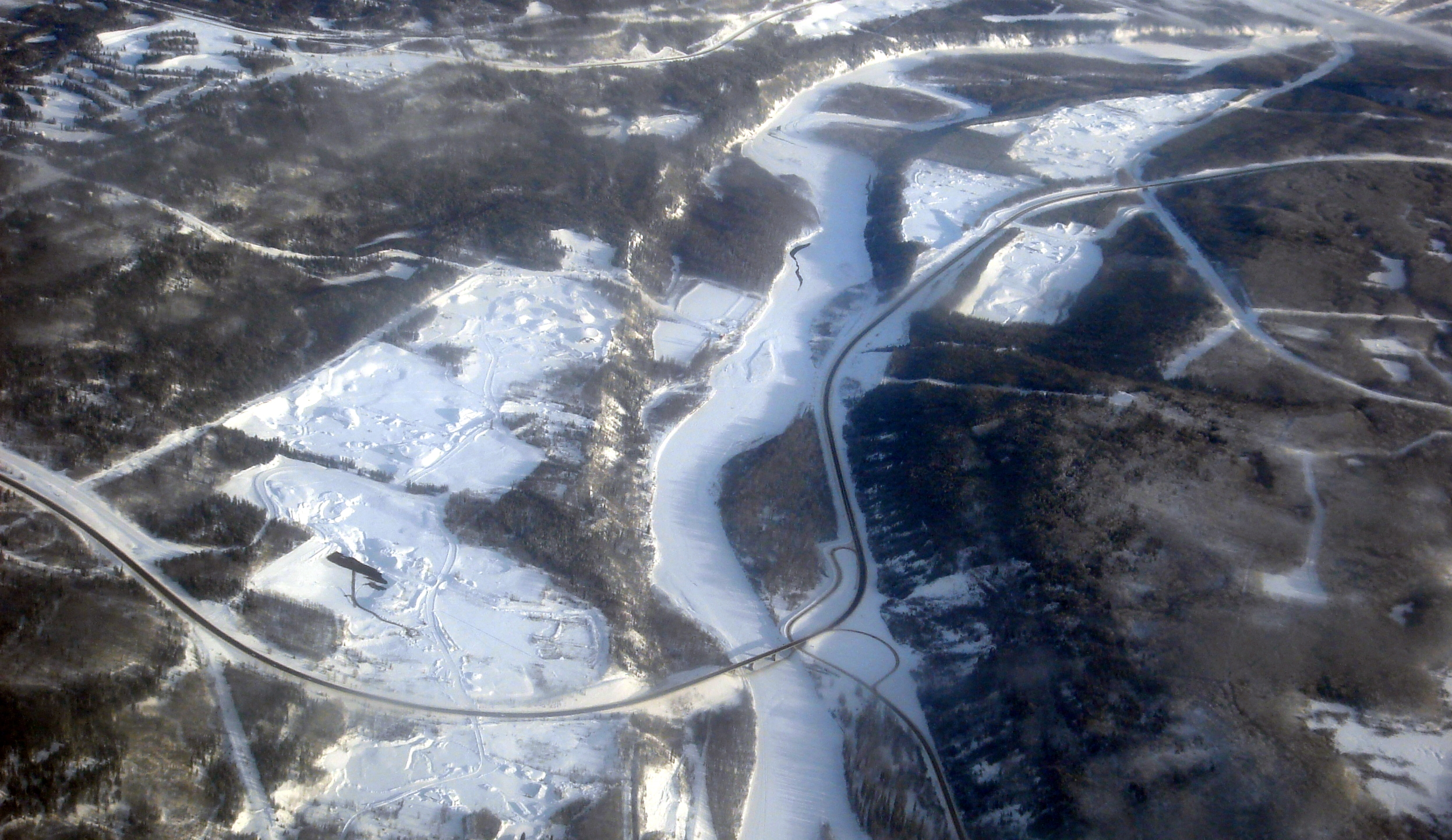
Route 40 traversant la rivière Wapiti au sud de Grande Prairie
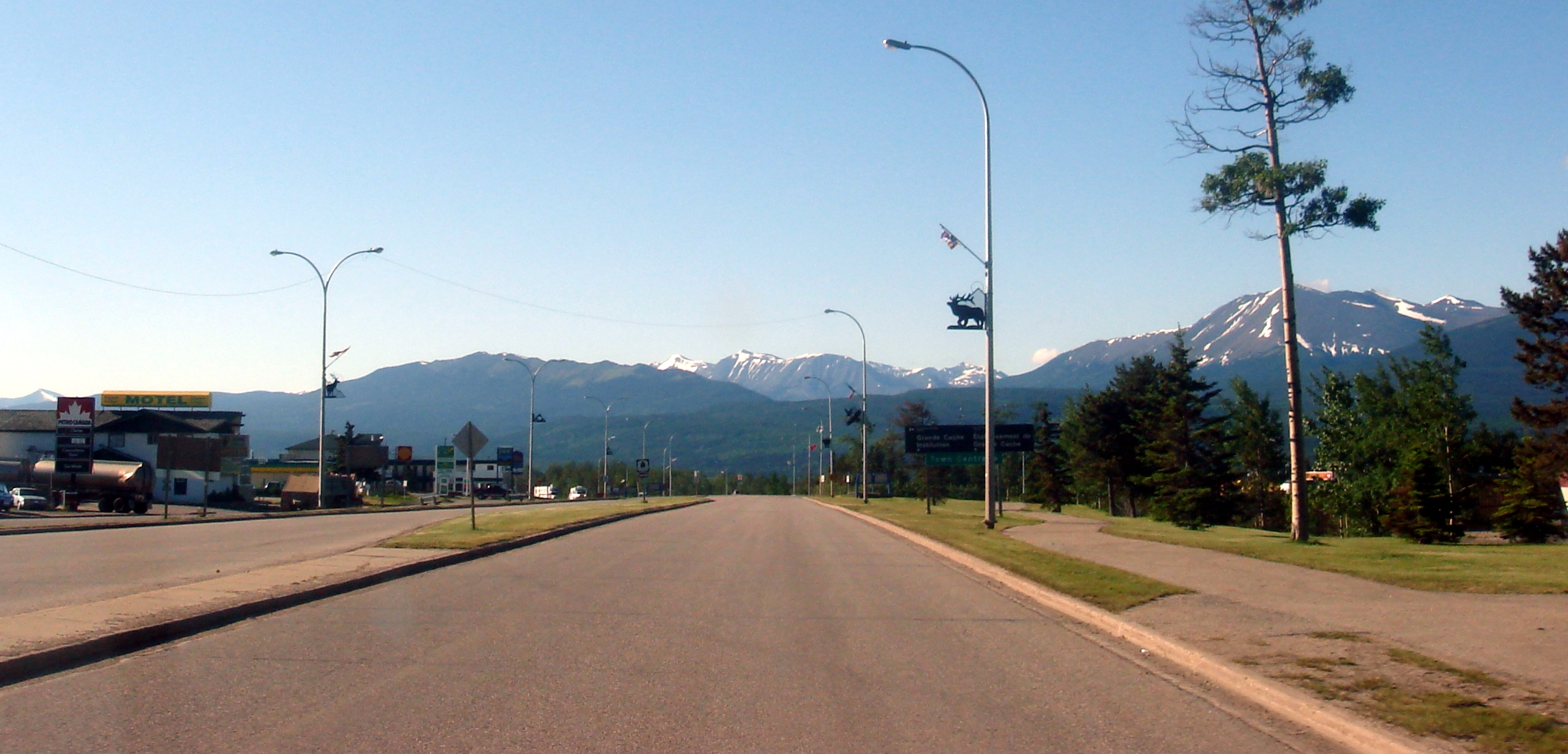
Route 40 à Grande Cache
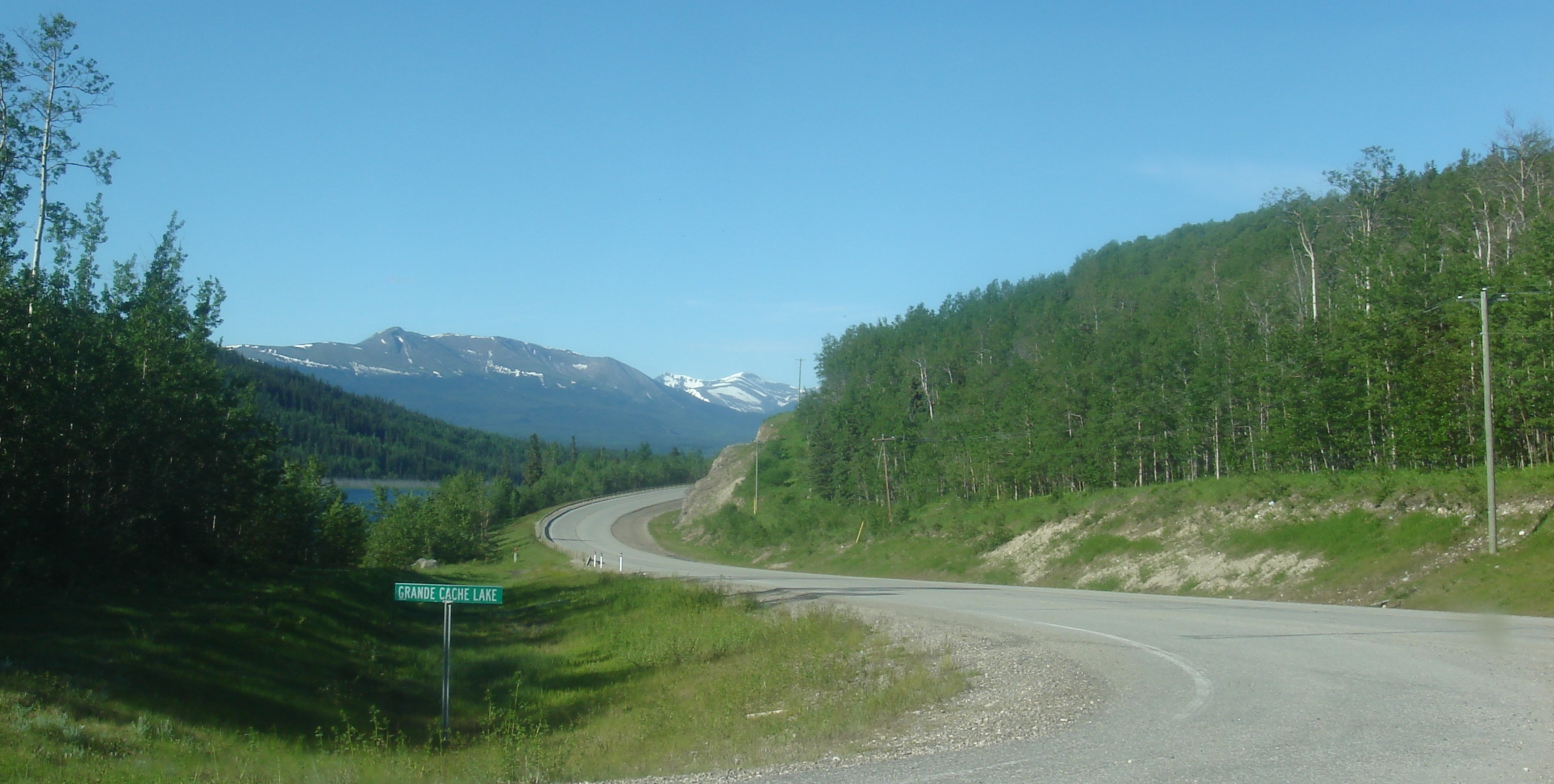
Bighorn Highway, direction ouest, près de Grande Cache
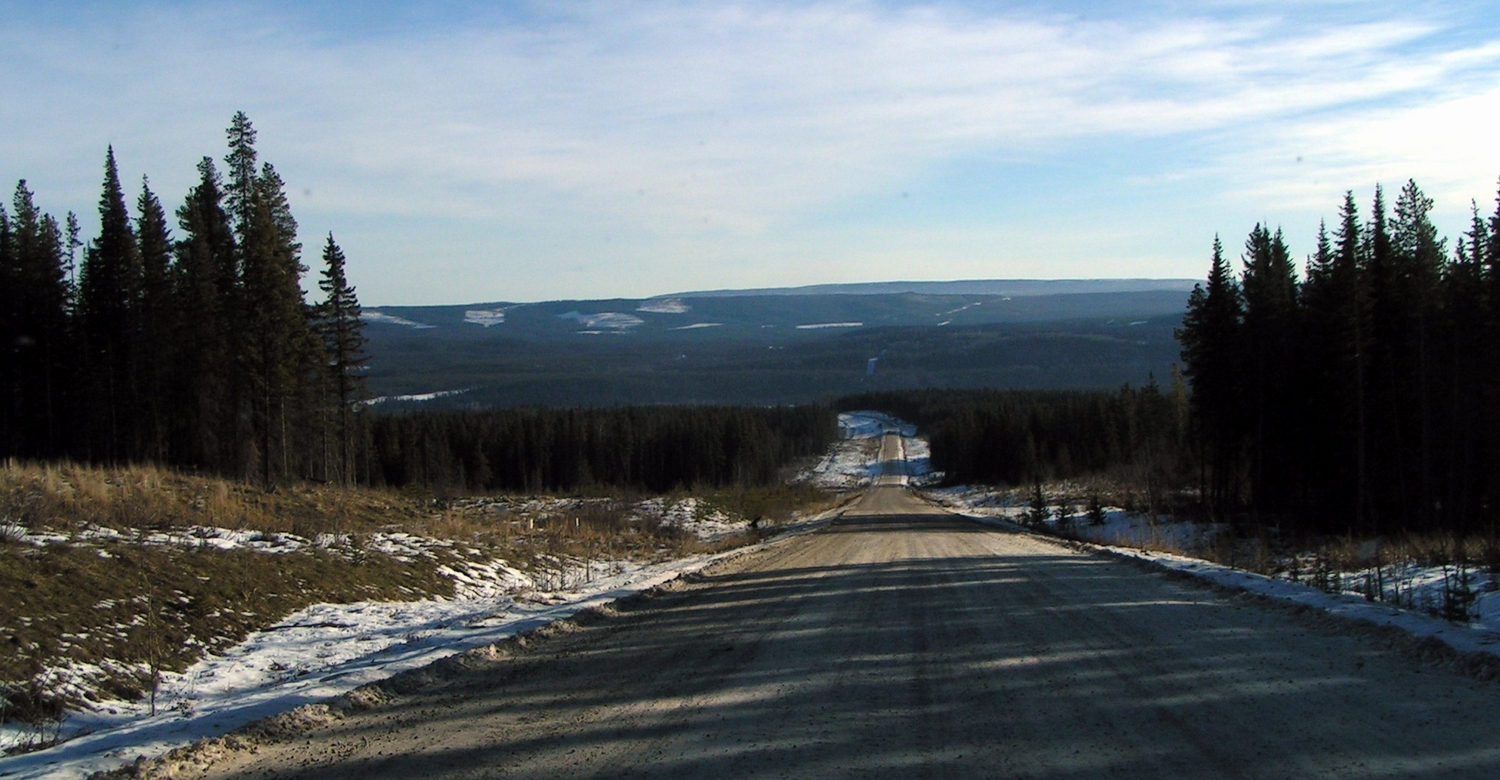
Route 734 dans les Foothills, direction sud, près de Nordegg
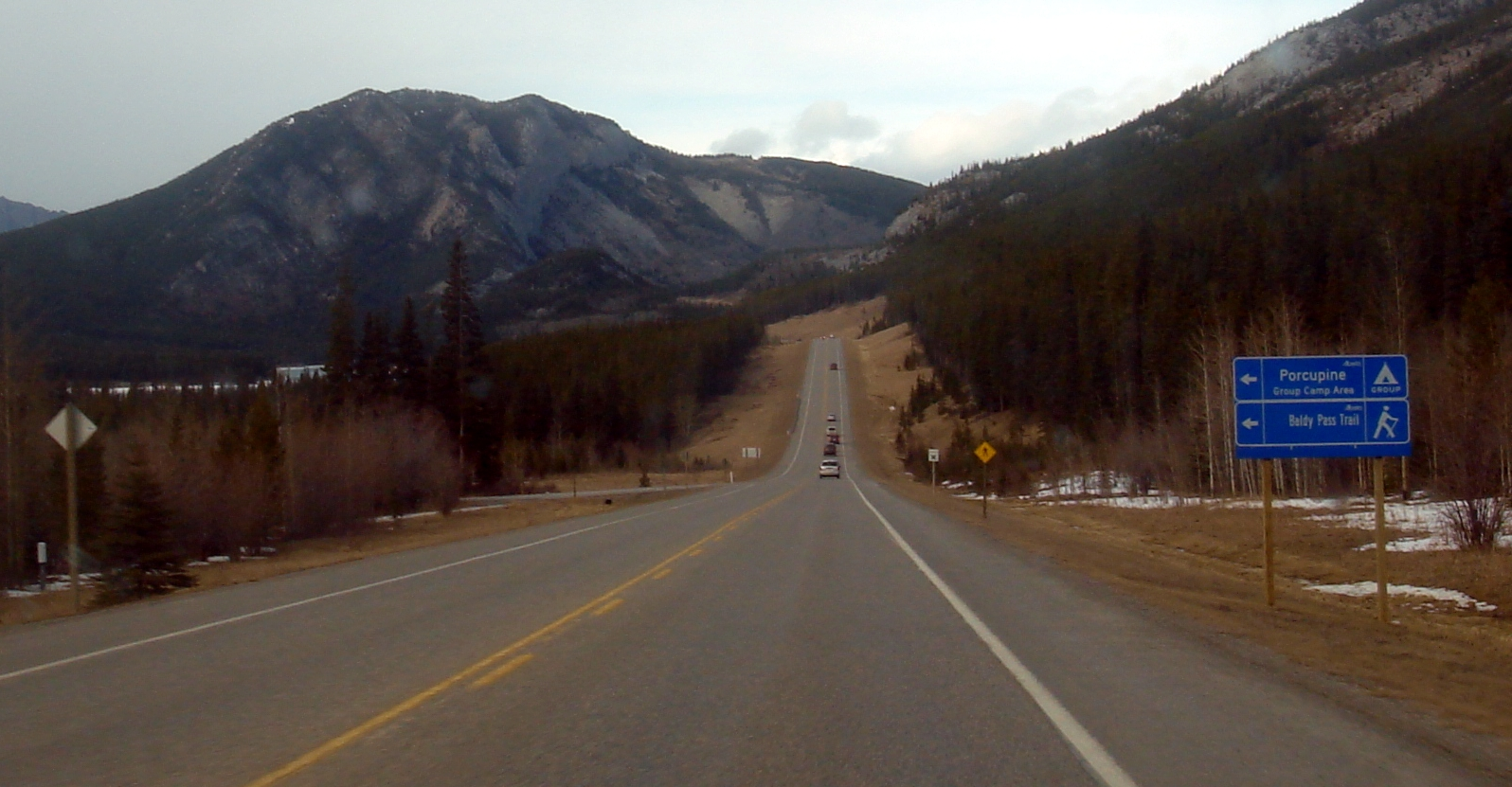
Kananaskis Trail, direction sud dans les Rocheuses canadiennes dans le pays de Kananaskis
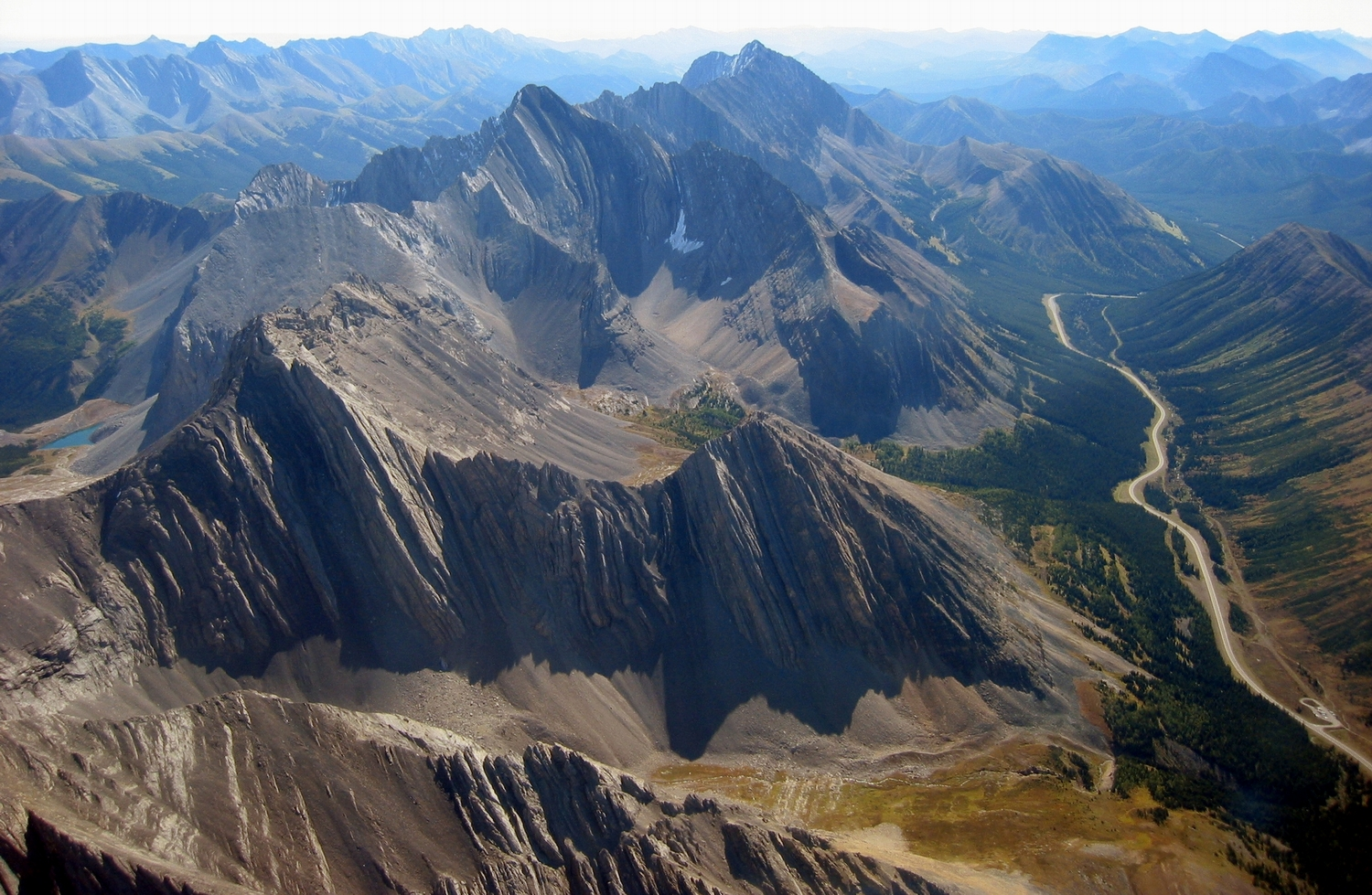
Kananaskis Trail au Col Highwood